# Claudia Traisac
Claudia Hernandez Traisac (Leganés, 14 dicembre 1992) è un'attrice spagnola conosciuta soprattutto per i suoi ruoli in Escobar: Paradise Lost e Cuéntame.

## Biografia
Claudia Traisac nasce in Spagna il 14 dicembre del 1992. 
Ha recitato nei musical Hoy No Me Puedo Levantar al Teatro Coliseum e La Llamada al Teatro Lara di Madrid e ha partecipato in più spettacoli teatrali. Nel 2004 partecipa al film El séptimo día di Carlos Saura. Diventa nota con il suo ruolo nella serie televisiva spagnola Cuéntame cómo pasó, con il film Escobar: Paradise Lost di Andrea Di Stefano del 2015 e con la serie TV spagnola Vivere senza permesso.
Nel 2019 partecipa come ospite nella serie televisiva Alto mare nel ruolo della veggente Casandra.

## Filmografia

### Cinema
- El séptimo día - regia di Carlos Saura, 2004
- Escobar: Paradise Lost - regia di Andrea Di Stefano, 2015
- Holy Camp!, 2017

### Televisione
- Cuéntame cómo pasó - serie TV, 33 episodi (2006-2018)
- Vivir sin permiso - serie TV, 23 episodi (2018-2020)
- Alto mare - serie TV, 8 episodi (2019)

## Doppiatrici italiane
- Chiara Francese in Escobar: Paradise Lost